# Chalcidoptera aedilis
Chalcidoptera aedilis är en fjärilsart som beskrevs av Edward Meyrick 1887. Chalcidoptera aedilis ingår i släktet Chalcidoptera och familjen Crambidae. Inga underarter finns listade i Catalogue of Life.